# Елџин (Илиноис)
Елџин (енгл. Elgin) град је у америчкој савезној држави Илиноис. По попису становништва из 2010. у њему је живело 108.188 становника.

## Демографија
Према попису становништва из 2010. у граду је живело 108.188 становника, што је 13.701 (14,5%) становника више него 2000. године.
|                   | 2010.            | 2000.           |
| Укупно            | 108 188 (100,0%) | 94 487 (100,0%) |
| Хиспаноамериканци | 47 121 (43,55%)  | 32 430 (34,32%) |
| Белци             | 46 089 (42,60%)  | 50 831 (53,80%) |
| Афроамериканци    | 7 982 (7,378%)   | 6 427 (6,802%)  |
| Азијати           | 5 809 (5,369%)   | 3 668 (3,882%)  |
| Остали            | 1 187 (1,097%)   | 1 131 (1,197%)  |